# 손종학
손종학(1967년 6월 20일 ~ )은 대한민국의 배우이다.

## 학력
- 중앙대학교 사범대학 부속중학교
- 동양공업전문대학 건축학과

## 출연작

### 영화
- 《황진이》 (2007년) - 마방집 주인 역
- 《만남의 광장》 (2007년) - 공무원 역
- 《스카우트》 (2007년) - 경찰간부 역
- 《쌍화점》 (2008년) - 밀사 역
- 《박쥐》 (2009년) - 형사 역
- 《미안해, 고마워》 (2011년) - 현규 역
- 《러브콜》 (2012년) - 학생주임 역
- 《시체가 돌아왔다》 (2012년) - 상례가게 주인 역
- 《공모자들》 (2012년) - 그룹 회장 역
- 《피에타》 (2012년) - 장 사장 역
- 《내가 살인범이다》 (2012년) - 국민토론사회자 역
- 《누구나 제 명에 죽고싶다》 (2013년) - 사채사장 역
- 《가면무도회》 (2013년) - 손 회장 역
- 《체어맨》 (2013년) - 용대 역
- 《일대일》 (2014년) - 변오구 역
- 《스톤》 (2014년) - 종태 역
- 《검은 사제들》 (2015년) - 몬시뇰 역
- 《내부자들》 (2015년) - 대외협력실장 역
- 《도희야》 (2014년) - 엄 반장 역
- 《검사외전》 (2016년) - 김 판사 역
- 《비밀은 없다》 (2016년) - 시의원 역
- 《판도라》 (2016년) - 대한수력원자력 사장 역
- 《미스 푸줏간》 (2017년) - 수사과장 역
- 《브이아이피》 (2017년) - 부장검사 역
- 《대장 김창수》 (2017년) - 이회응 역
- 《반드시 잡는다》 (2017년) - 최씨 역
- 《궁합》 (2018년) - 조대감 역
- 《목격자》 (2018년) - 최 반장 역
- 《돈》 (2019년) - 임재운 역
- 《변신》 (2019년) - 주임신부 역
- 《양자물리학》 (2019년) - 한빛일보 김 국장 역
- 《정직한 후보》 (2020년) - 김상표 역
- 《강철비 2: 정상회담》 (2020년) - 외교부장관 역
- 《어서오시게스트하우스》 (2020년) - 교수 역
- 《새해전야》 (2021년) - 식물 도매상 역
- 《보이스》 (2021년) - 현장소장 역
- 《늑대사냥》 (2022년) - 손수철 역
- 《악마들》 (2023년) - 노인 역
- 《필사의 추격》 (2024년) - 만복 역

### 드라마 & 시트콤
- 《연개소문》 (2007년, SBS) - 장량 역
- 《시티헌터》 (2011년, SBS) - 대통령의 비서 역
- 《뱀파이어 검사》 (2011년, OCN) - 형사 역
- 《심야병원》 (2011년, MBC) - 형사 역
- 《특수사건 전담반 TEN》 (2011년 ~ 2012년, OCN) - 손종학 역
- 《하이킥! 짧은 다리의 역습》 (2011년, MBC) - 서예학원 원장 역
- 《총각네 야채가게》 (2011년, 채널A)
- 《부탁해요 캡틴》 (2012년, SBS) - 기장 역
- 《신사의 품격》 (2012년, SBS) - 캐디 역
- 《돈의 화신》 (2013년, SBS) - 의사 역
- 《구암 허준》 (2013년, MBC) - 좌찬성 대감 문승훈 역
- 《출생의 비밀》 (2013년, SBS) - 제주 지사장 역
- 《감자별 2013QR3》 (2013년, tvN)
- 《메디컬 탑팀》 (2013년, MBC) - 외과과장 역
- 《쓰리 데이즈》 (2014년, SBS) - 검사관 역
- 《밀회》 (2014년, JTBC) - 비서실장 역
- 《닥터 이방인》 (2014년, SBS)
- 《미생》 (2014년, tvN) - 마복렬 역
- 《실종느와르 M》 (2015년, OCN) - 류정국 역 (특별출연)
- 《구여친클럽》 (2015년, tvN) - 곽엄구 역
- 《아름다운 나의신부》 (2015년, OCN) - 강 회장 역
- 《밤을 걷는 선비》 (2015년, MBC) - 최철중 역
- 《욱씨남정기》 (2016년, JTBC) - 김환규 역
- 《나청렴의원 납치사건》 (2016년, SBS) - 나청렴 역
- 《안투라지》 (2016년, tvN)
- 《임진왜란 1592》 (2016년, KBS1) - 오다 노부나가 역
- 《공항 가는 길》 (2016년, KBS2) - 민석 역
- 《뷰티풀 마인드》 (2016년, KBS2) - 오영배 역
- 《행복을 주는 사람》 (2016년, MBC) - 이형근 역
- 《원티드》 (2016년, SBS) - 하동민 역
- 《보이스》 (2017년, OCN) - 강국환 역
- 《역적 : 백성을 훔친 도적》 (2017년, MBC) - 조참봉 역
- 《맨투맨》 (2017년, JTBC) - 박이사 역
- 《하백의 신부 2017》 (2017년, tvN) - 김대식 역
- 《힙한 선생》 (2017년, JTBC) - 조희봉 역
- 《구해줘》 (2017년, OCN) - 천재순 역
- 《언터처블》 (2017년, JTBC) - 장범식 역
- 《리턴》 (2018년, SBS) - 안학수 역
- 《스케치》 (2018년, JTBC) - 박문기 역
- 《아는 와이프》 (2018년, tvN) - 차봉희 역
- 《프리스트》 (2018년, OCN) - 구도균 역
- 《검색어를 입력하세요 WWW》 (2019년, tvN)
- 《동백꽃 필 무렵》 (2019년, KBS) - 이상훈 역
- 《스토브리그》 (2019년, SBS) - 고강선 역
- 《머니게임》 (2020년, tvN) - 배진수 역
- 《모범형사》 (2020년, JTBC) - 문상범 역
- 《꼰대인턴》 (2020년, MBC) - 안상종 역
- 《한 번 다녀왔습니다》 (2020년, KBS) - 장충수 역
- 《악의 꽃》 (2020년, tvN) - 백만우 역
- 《도시남녀의 사랑법》 (2020년, 웹드라마) - 재원 부 역
- 《언더커버》 (2021년, JTBC) - 유상동 역
- 《연모》 (2021년, KBS) - 창천군 역
- 《모범형사 2》 (2022년, JTBC) - 문상범 역
- 《조선 정신과 의사 유세풍》 (2022년, tvN) - 조 대감 역
- 《금수저》 (2022년, MBC) - 나상국 역
- 《커튼콜》 (2022년, KBS) - 김승도 역
- 《협상의 기술》 (2025년, JTBC) - 이형택 역
- 《아이쇼핑》 (2025년, ENA) - 권강만 역
- 《폭군의 셰프》 (2025년, tvN) - 한민성 역
- 《빛나라 인생아》 (2025년, TVING)